# Cibatu (Karangnunggal)
Cibatu is een bestuurslaag in het regentschap Tasikmalaya van de provincie West-Java, Indonesië. Cibatu telt 6549 inwoners (volkstelling 2010).